# Rivière-Rouge
Rivière-Rouge è un comune del Canada, situato nella provincia del Québec, nella regione di Laurentides.